# Blade (seriál)
Blade (v anglickém originále Blade: The Series) je americký akční televizní seriál, natočený na motivy komiksových příběhů o Bladeovi vydavatelství Marvel Comics. Premiérově byl vysílán v roce 2006, kdy v jedné řadě vzniklo celkem 13 dílů a kdy se stal prvním seriálem natočeným pro kabelovou televizi Spike. Seriál navazuje na předchozí tři celovečerní filmy o Bladeovi (poslední z nich, Blade: Trinity, měl premiéru v roce 2004), neboť autorem všech těchto děl je scenárista David S. Goyer. V roli Bladea vystřídal Wesleyho Snipese Kirk „Sticky“ Jones.

## Příběh
Blade, lovec upírů, se společně s pomocníkem Shenem usídlil v Detroitu, kde bojuje proti upírskému domu Chthonu, jenž je veden podnikatelem Marcusem Van Sciverem. Využije přitom i válečnou veteránku Kristu Starrovou, která je po návratu z Iráku kousnuta právě Marcusem, čímž se z ní stane upírka. Ta pak na oko pomáhá Marcusovi a jeho pravé ruce Chase, ale ve skutečnosti má za cíl totéž co Blade, se kterým spolupracuje, tedy vyhladit upírskou rasu.

## Obsazení
- Kirk „Sticky“ Jones (český dabing: Bohdan Tůma) jako Eric Brooks / Blade
- Jill Wagner (český dabing: Barbora Munzarová) jako Krista Starrová
- Nelson Lee (český dabing: Pavel Vondra) jako Šen Lu-wej
- Jessica Gower (český dabing: Lucie Vondráčková) jako Chase
- Neil Jackson (český dabing: David Novotný) jako Marcus Van Sciver

## Vysílání
První řada seriálu byla vysílána na stanici Spike od června do září 2006. V Česku byl seriál poprvé vysílán od října 2007 do února 2008 na stanici Prima.

### Seznam dílů
| Č. v seriálu | Původní název     | Český název         | Režie           | Scénář                                     | Premiéra v USA    | Premiéra v ČR                   |
| ------------ | ----------------- | ------------------- | --------------- | ------------------------------------------ | ----------------- | ------------------------------- |
| 1–2          | House of Chthon   | Proměna             | Peter O'Fallon  | Geoff Johns a David S. Goyer               | 28. června 2006   | 28. října 20074. listopadu 2007 |
| 3            | Death Goes On     | Nezničitelní        | Michael Robison | David Simkins                              | 5. července 2006  | 11. listopadu 2007              |
| 4            | Descent           | Záhada              | John Fawcett    | Adam Targum                                | 12. července 2006 | 18. listopadu 2007              |
| 5            | Bloodlines        | Krev mé krve        | Felix Alcala    | Geoff Johns                                | 19. července 2006 | 25. listopadu 2007              |
| 6            | The Evil Within   | Vnitřní zlo         | Michael Robison | Daniel Truly                               | 26. července 2006 | 2. prosince 2007                |
| 7            | Delivery          | Matka               | Alex Chapple    | Barbara Nance                              | 2. srpna 2006     | 9. prosince 2007                |
| 8            | Sacrifice         | Oběť                | David Straiton  | Chris Ruppenthal                           | 9. srpna 2006     | 16. prosince 2007               |
| 9            | Turn of the Screw | Odhalení            | Norberto Barba  | Barbara Nance                              | 16. srpna 2006    | 6. ledna 2008                   |
| 10           | Angels and Demons | Andělé a démoni     | Felix Alcala    | Adam Targum                                | 23. srpna 2006    | 13. ledna 2008                  |
| 11           | Hunters           | Lovci               | Brad Turner     | Geoff Johns                                | 30. srpna 2006    | 20. ledna 2008                  |
| 12           | Monsters          | Zrůdy               | Ken Girotti     | Daniel Truly                               | 6. září 2006      | 27. ledna 2008                  |
| 13           | Conclave          | Rozhodující okamžik | Alex Chapple    | David S. Goyer, Daniel Truly a Geoff Johns | 13. září 2006     | 3. února 2008                   |